# Coudehard
Coudehard (prononcé [kudaʁ]) est une commune française, située dans le département de l'Orne en région Normandie, peuplée de 78 habitants.

## Géographie
La commune est au sud du pays d'Auge. Elle n'a pas de véritable bourg. Le carrefour du hameau Sorel, au centre du territoire, est à 8 km à l'est de Trun, à 12 km au sud-ouest de Vimoutiers, à 15 km au nord d'Exmes, à 18 km au nord-est d'Argentan et à 19 km au nord-ouest de Gacé.
| Neauphe-sur-Dive                         | Les Champeaux | Camembert, Champosoult              |
| Neauphe-sur-Dive, Saint-Lambert-sur-Dive | Coudehard     | Champosoult, Mont-Ormel             |
| Chambois                                 | Omméel        | Mont-Ormel, Saint-Pierre-la-Rivière |

### Hydrographie
La commune est située dans le bassin Seine-Normandie. Elle est drainée par le ruisseau du Foulbec, le cours d'eau 01 de la commune de Coudehard, le cours d'eau 01 de la commune de Saint-Lambert-sur-Dive, le cours d'eau 02 de la commune de Coudehard, le fossé 01 de la Chobérière, le fossé 02 de la commune de Chambois, le fossé 02 de la Héronnière et  et un autre petit cours d'eau,.

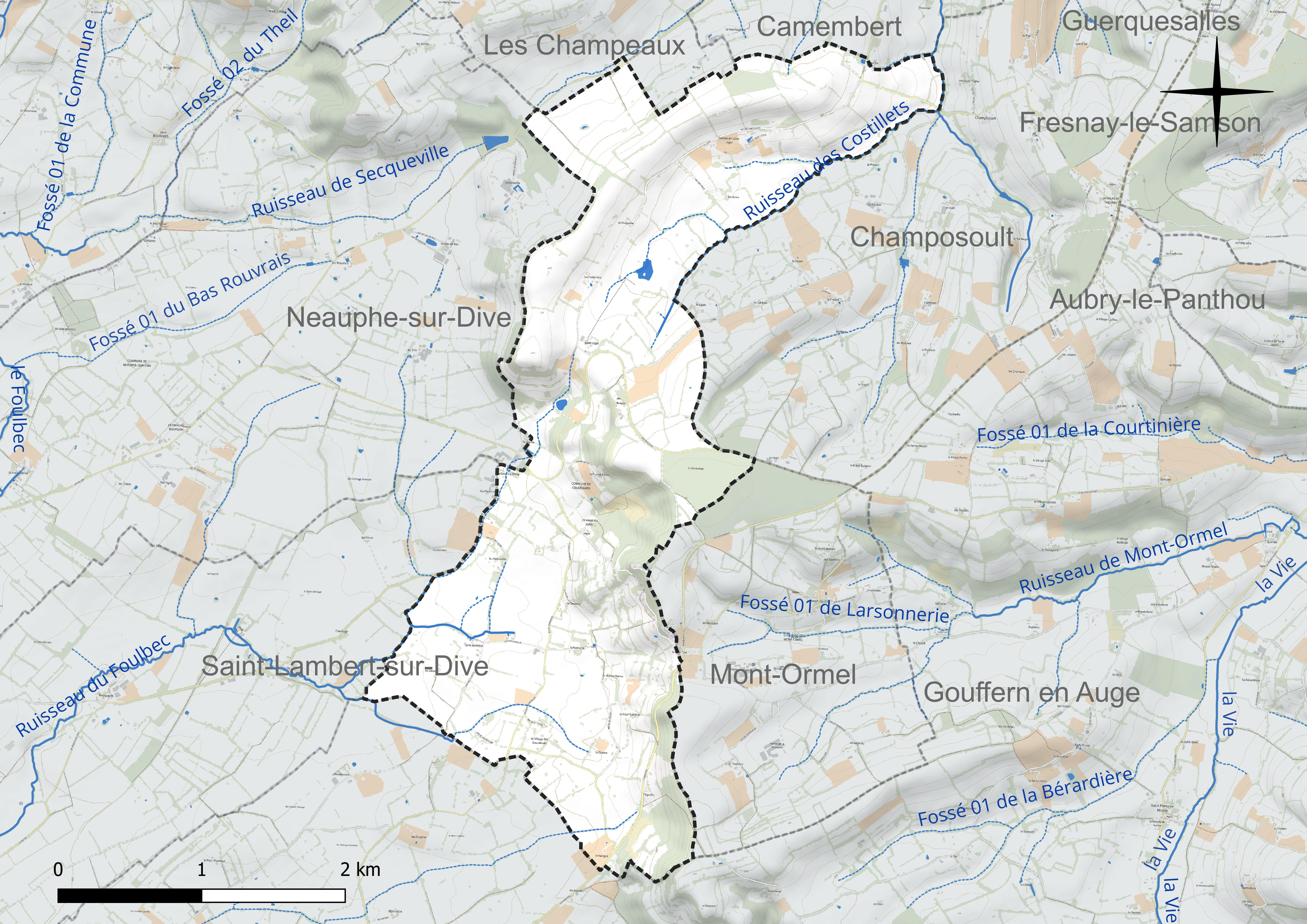
Réseau hydrographique de Coudehard.

### Climat
Pour des articles plus généraux, voir Climat de la Normandie et Climat de l'Orne.
En 2010, le climat de la commune est de type climat océanique altéré, selon une étude du CNRS s'appuyant sur une série de données couvrant la période 1971-2000. En 2020, Météo-France publie une typologie des climats de la France métropolitaine dans laquelle la commune est exposée à un climat océanique et est dans la région climatique Normandie (Cotentin, Orne), caractérisée par une pluviométrie relativement élevée (850 mm/a) et un été frais (15,5 °C) et venté. Parallèlement le GIEC normand, un groupe régional d’experts sur le climat, différencie quant à lui, dans une étude de 2020, trois grands types de climats pour la région Normandie, nuancés à une échelle plus fine par les facteurs géographiques locaux. La commune est, selon ce zonage, exposée à un « climat des plateaux abrités », correspondant à la plaine agricole de Caen à Falaise, sous le vent des collines de Normandie et proche de la mer, se caractérisant par une pluviométrie et des contraintes thermiques modérées.
Pour la période 1971-2000, la température annuelle moyenne est de 10,2 °C, avec une amplitude thermique annuelle de 13,7 °C. Le cumul annuel moyen de précipitations est de 899 mm, avec 13,8 jours de précipitations en janvier et 8 jours en juillet. Pour la période 1991-2020, la température moyenne annuelle observée sur la station météorologique la plus proche, située sur la commune du Pin-au-Haras à 11 km à vol d'oiseau, est de 0,0 °C et le cumul annuel moyen de précipitations est de 0,0 mm,. Pour l'avenir, les paramètres climatiques de la commune estimés pour 2050 selon différents scénarios d’émission de gaz à effet de serre sont consultables sur un site dédié publié par Météo-France en novembre 2022.

## Urbanisme

### Typologie
Au 1er janvier 2024, Coudehard est catégorisée commune rurale à habitat très dispersé, selon la nouvelle grille communale de densité à sept niveaux définie par l'Insee en 2022. Elle est située hors unité urbaine. Par ailleurs la commune fait partie de l'aire d'attraction d'Argentan, dont elle est une commune de la couronne,. Cette aire, qui regroupe 50 communes, est catégorisée dans les aires de moins de 50 000 habitants,.

### Occupation des sols
L'occupation des sols de la commune, telle qu'elle ressort de la base de données européenne d’occupation biophysique des sols Corine Land Cover (CLC), est marquée par l'importance des territoires agricoles (90,4 % en 2018), une proportion identique à celle de 1990 (90,4 %). La répartition détaillée en 2018 est la suivante : prairies (70,7 %), terres arables (18,9 %), forêts (9,6 %), zones agricoles hétérogènes (0,8 %). L'évolution de l’occupation des sols de la commune et de ses infrastructures peut être observée sur les différentes représentations cartographiques du territoire : la carte de Cassini (XVIIIe siècle), la carte d'état-major (1820-1866) et les cartes ou photos aériennes de l'IGN pour la période actuelle (1950 à aujourd'hui).

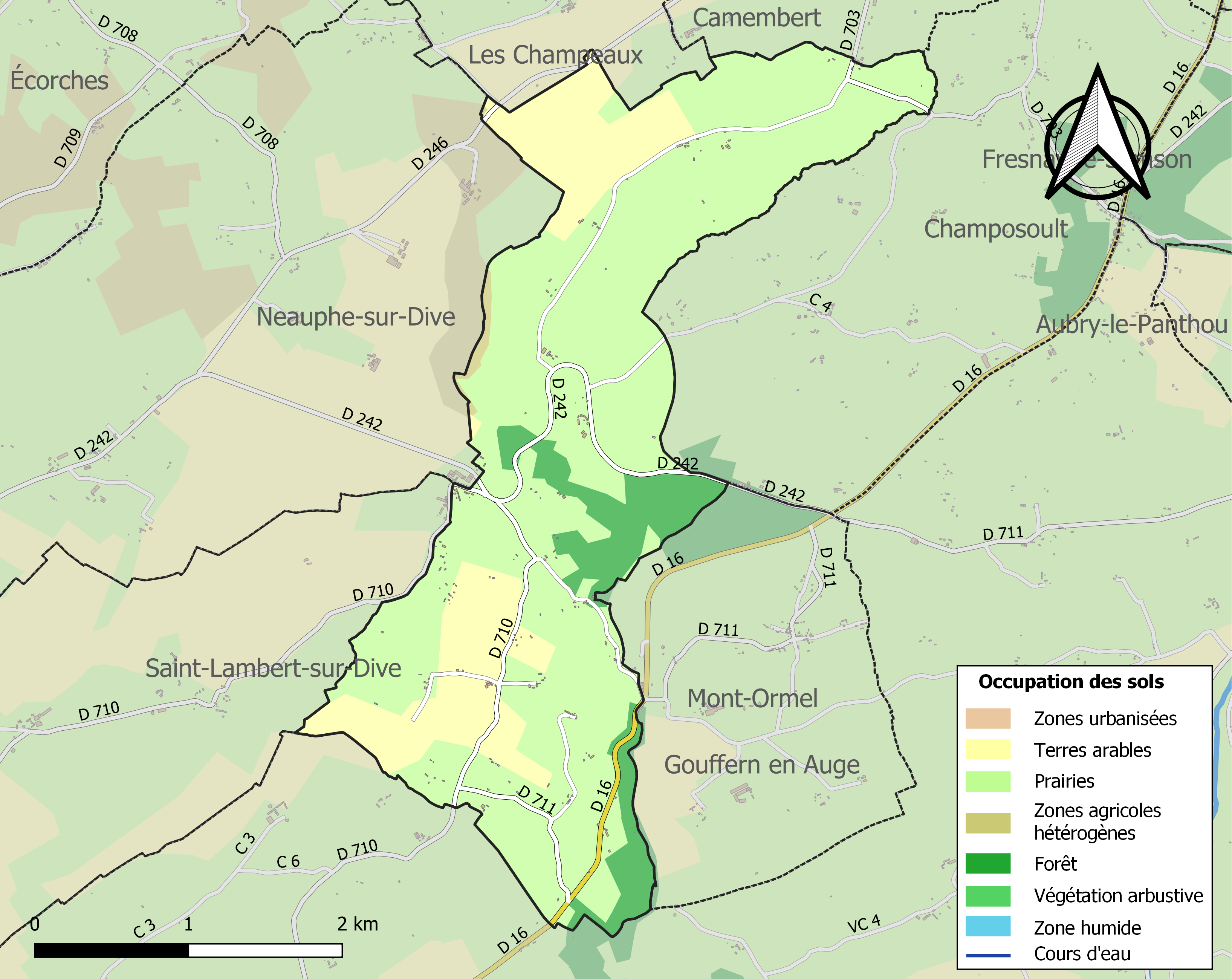
Carte des infrastructures et de l'occupation des sols de la commune en 2018 (CLC).

## Toponymie
Le nom de la localité est attesté sous les formes Coudhard en 1793, Condehard en 1801.
L'origine du toponyme est incertaine. René Lepelley émet une hypothèse fondée sur le bas latin cortis (du latin cohors), « domaine rural », par l'ancien français court. Le second élément pourrait dans ce cas être issu d'un anthroponyme.
Le gentilé est Coudehardais.

## Histoire
En 1821, Coudehard (320 habitants) absorbe Saint-Léger (41 habitants) au nord de son territoire.

## Politique et administration
| Période                                  | Période    | Identité       | Étiquette | Qualité                      |
| ---------------------------------------- | ---------- | -------------- | --------- | ---------------------------- |
| ?                                        | mars 2001  | René Gosselin  |           |                              |
| mars 2001                                | avril 2014 | Édith Bozo     | DVD       | Retraitée commerciale        |
| avril 2014                               | En cours   | Alain Gosselin | SE        | Exploitant agricole retraité |
| Les données manquantes sont à compléter. |            |                |           |                              |

Le conseil municipal est composé de sept membres dont le maire et deux adjoints.

## Démographie
L'évolution du nombre d'habitants est connue à travers les recensements de la population effectués dans la commune depuis 1793. Pour les communes de moins de 10 000 habitants, une enquête de recensement portant sur toute la population est réalisée tous les cinq ans, les populations de référence des années intermédiaires étant quant à elles estimées par interpolation ou extrapolation. Pour la commune, le premier recensement exhaustif entrant dans le cadre du nouveau dispositif a été réalisé en 2006.
En 2022, la commune comptait 78 habitants, en évolution de −2,5 % par rapport à 2016 (Orne : −3,21 %, France hors Mayotte : +2,11 %).
Coudehard a compté jusqu'à 400 habitants en 1806.
| 1793 | 1800 | 1806 | 1821 | 1836 | 1841 | 1846 | 1851 | 1856 |
| ---- | ---- | ---- | ---- | ---- | ---- | ---- | ---- | ---- |
| 317  | 310  | 347  | 320  | 306  | 311  | 304  | 258  | 227  |

| 1861 | 1866 | 1872 | 1876 | 1881 | 1886 | 1891 | 1896 | 1901 |
| ---- | ---- | ---- | ---- | ---- | ---- | ---- | ---- | ---- |
| 220  | 213  | 199  | 204  | 196  | 183  | 195  | 179  | 158  |

| 1906 | 1911 | 1921 | 1926 | 1931 | 1936 | 1946 | 1954 | 1962 |
| ---- | ---- | ---- | ---- | ---- | ---- | ---- | ---- | ---- |
| 183  | 177  | 138  | 161  | 173  | 138  | 135  | 135  | 159  |

| 1968 | 1975 | 1982 | 1990 | 1999 | 2006 | 2011 | 2016 | 2021 |
| ---- | ---- | ---- | ---- | ---- | ---- | ---- | ---- | ---- |
| 116  | 107  | 87   | 88   | 76   | 83   | 90   | 80   | 77   |

| 2022 | - | - | - | - | - | - | - | - |
| ---- | - | - | - | - | - | - | - | - |
| 78   | - | - | - | - | - | - | - | - |

| 1793 | 1800 | 1806 | 1821 |
| ---- | ---- | ---- | ---- |
| 81   | 37   | 53   | 41   |

## Lieux et monuments
- L'église Saint-Pierre-et-Saint-Paul du XVIIe siècle). L'édifice abrite un christ en croix et une statue de sainte Barbe classés au titre objet aux monuments historiques[32]. L'église Saint-Léger de l'ancienne commune éponyme a été détruite après la fusion[33].
- Le monument commémoratif des combats de la 1re division blindée polonaise (bataille de Normandie).
- Le mémorial de Coudehard-Montormel.
- Maison forte de Boisjos du XVe siècle[34].
- Motte féodale dominant la plaine de Trun[34].